# Калитовська Марта Ієронімівна
Калитовська Марта Ієронімівна (1916—1990) — українська поетеса, перекладач, мистецтвознавець.

## Життєпис
Народилася 22 жовтня [за ін. даними — 18 січня] 1916 р. у м. Стрий (Західна Україна). Батько Марти — Ієронім Калитовський, відомий в Галичині письменник сатирик (псевдонім Трохим Дріт), адвокат  і громадський діяч, мати Стефанія Левицька (Калитовська) (її дядьком був Михайло Грушевський), очолювала спілку «Союз Українок» у Стрию, мала економічну освіту, зналась на зарубіжній і українській літературі. Але прожила коротке життя, залишивши Марту зовсім немовлям на опіку рідним.
Здобула середню освіту в Дівочому Інституті в Перемишлі, в 1939—1941роках навчалась у Львівському університеті.
В 1943 році арештована гестапо, за допомогою «Червоного Хреста» звільнена.
В 1947—1952 роках в Лювені (Бельгія) студіювала історію мистецтв і отримала ліценціят гуманістичних наук. По закінченні навчання Марта їде до Франції  і працює в Сарселі  в Наукове Товариство Шевченка (НТШ), а згодом перебирається в Париж і поступає на службу в бібліотеку Інституту Східних Мов, пізніше в українську секцію для іммігрантів при  Міністерстві Закордонних справ. Знайомиться з письменницею Софією Яблонською і стає її секретарем. 1956 рік переїздить на о. Нуармутьє і живе з родиною Софії Яблонської -Уден . Впорядковує рукописи Яблонської.
По смерті Софії (1971році), Марта продовжує жити на острові, піклуватись будинком і садом як робила Софія, пише і робить переклади.
Померла в 16 січня 1990 року похована на Нуармутьє.

## Творчий доробок
Про її творчість в книзі "Поза традиції " антологія української модерної поезії в діяспорі, літературознавець і професор Іван Фізер пише: 
| Марта Калитовська - поет вузького, зате глибинного тематичного діапазону. Збірка Світлотіні переконливо доводить, що в межах цього діапазону її творчість динамічна і невпинно самобутня. |
Автор поетичних збірок:
- «Лірика»(1955),
- «Рими і не-рими» (1959),
- «Десять листів до Софії» (1974, франц. мовою),
- «Світлотіні» (1987).

Перекладала твори Р. М. Рільке, Ш. Бодлера, П. Верлена, П. Клоделя та ін.
Окремі видання:
- Калитовська М. Вірші // Поза традиції. Антологія української модерної поезії в діаспорі. — Київ, Торонто, Едмонтон, Оттава, 1993. -С. 79-87.
- Калитовська М. Вірші // Слово. Збірник 7. — Едмонтон, 1978. -С.18-19.
- Калитовська М. Місто під іржавим листям осени — поглядом Аполлінера, сарказмом Шова //Сучасність. — 1981. — Ч. 3-4 (243-24). — С. 208—213.
- Калитовська М. Поезії // Слово. Збірник 2: Література. Мистецтво. Критика. Мемуари. Документи. — Нью-Йорк, 1964. — С. 49-50.
- Калитовська М. Світлотіні. Поезії. — Нью-Йорк, 1987. — 66 с.